# Суховей (фестиваль)
Суховей — ежегодный фестиваль независимой музыки в городе Актобе.

## История

Группа «Западный Фронт» на фестивале «Суховей 7»

Фестиваль проводится с 2001 г. Концепция фестиваля была придумана известным актюбинским музыкантом Ерменом Ержановым из группы «Адаптация». Название придало фестивалю определенный среднеазиатский колорит: множество людей из разных городов СНГ приезжают в город, чтобы ощутить на лице горячий степной ветер и пообщаться с друзьями в непринужденной обстановке свободного творчества. Интересно, что «Суховей» задумывался как подарок городу (соответственно, как совершенно некоммерческое мероприятие). Все гости фестиваля (среди которых были довольно-таки известные команды) не брали гонораров за свои выступления или брали чисто символическую плату. География фестиваля расширялась с годами. Более 20 групп из 15 городов СНГ побывали в Актобе. Есть у фестиваля и свои традиции: например, выступления гостей из России обычно не повторяются, приглашенные музыканты играют только один раз, в отличие от коллективов Актобе, которые выступают каждый год. Например, в 2005—2006 гг. в качестве гостей выступали такие команды, как «Чернозём» (Тюмень), «ВПР и Фестиваль Всего На Свете» (Москва), Контора Кука, Юлия Теуникова и Александр Чернецкий (группа Разные Люди, Харьков/Санкт-Петербург). Не как полноправный участник, а скорее, как старый друг фестиваля из столицы России часто выступает Павел Клещ. Из постоянных актюбинских рок-групп можно отметить такие коллективы, как: «Адаптация», «Крестовый Поход Детей» и «Западный Фронт».

## Хронология

### Суховей I (2001)
Время проведения: 30 июня 2001 года
Место проведения:
Участники:
Адаптация, Западный Фронт, Клещ (Москва), Алес (Москва), Сергей Гаврилин, Посторонние, Белканов-Бэнд

### Суховей II (2002)
Время проведения: 3 августа 2002 года
Место проведения: драмтеатр
Участники:
Адаптация, Денис Третьяков (Ростов-на-Дону), Западный Фронт, Белканов-Бэнд, Крестовый Поход Детей, Клир, Ожог (Москва), Затерянные в космосе (Москва), Мао Кота (Москва), Джек (ex-Медведь-Шатун, Москва), Клещ (Москва), Алес (Москва)

### Суховей III (2003)
Время проведения: 2 августа 2003 года
Место проведения: Областной Дом Народного творчества
Участники:
Адаптация, Юлия Теуникова (Москва), Западный Фронт, Белканов-Бэнд, Крестовый Поход Детей, Теплая Трасса, Ха.Мы (Оренбург), Проект Рубероид (Алматы), Клещ (Москва), Алес (Москва).

### Суховей IV (2004)
Время проведения: 29 августа 2004 года
Место проведения: драмтеатр
Участники:
Адаптация, Церковь Детства (Ростов-на-Дону), Западный Фронт, Белканов-Бэнд, Крестовый Поход Детей, Родина (Новосибирск — Тюмень), Павел Клещ (Москва), Учитель Ботаники (Тольятти), Корней (Самара), Александр Репьёв (Москва)

### Суховей V (2005)
Время проведения: 13 августа 2005 года
Место проведения: областной дом детского и юношеского творчества
Участники:
Адаптация, ВПР и Фестиваль Всего на Свете (Москва), Западный Фронт, Белканов-Бэнд, Крестовый Поход Детей, Чернозём (Москва — Тюмень), Павел Клещ (Москва), Александр Кирьянов (Павлодар)

### Суховей VI (2006)
Время проведения: 5 августа 2006 года
Место проведения: театр кукол «Алакай» (бывший ДК Строителей), клуб «100»
Участники:
Адаптация, Александр Чернецкий (группа Разные Люди, Харьков/Санкт-Петербург), Исток (Одесса), Западный Фронт, Крестовый Поход Детей, Павел Клещ (Москва), Корней (Самара)

### Суховей VII (2007)
Время проведения: 4 августа 2007 года
Место проведения: «Underground Club 100»
Участники:
Адаптация, Западный Фронт, Крестовый Поход Детей, Павел Клещ (Москва), Джек (ex-Медведь-Шатун, Москва), Корней (Самара)

### Суховей VIII (2008)
Время проведения: 31 августа 2008 года
Место проведения: клуб «Chicago 30»
Участники:
Адаптация, Западный Фронт, Джек (ex-Медведь-Шатун, Москва), Бранимир Паршиков (Волгоград), Владимир Белканов, Крестовый Поход Детей (Стас Ткачёв)

### Суховей IX (2015)
Время проведения: 1 августа 2015 года
Место проведения: клуб «Jimmy Poy»
Участники:
Адаптация, Ха.Мы (СПб-Оренбург), Вадим Курылёв (СПб), Егор Верюжский («Малавер», Киев), «Навигатор» (Актобе), Стас Ткачёв (СПб), Белканов-Бэнд (Вавилон), Александр Перекоренко («Эффект Бабушки»), Лёха Войцех («План-Туман»), Кирилл Картамышев («Агрессивный Оптимизм»).

### Суховей X (2016)
Время проведения: 6 августа 2016 года
Место проведения: клуб «Jimmy Poy»
Участники:
Адаптация и Сергей Летов, Ха.Мы (СПб-Оренбург), Вадим Курылёв (СПб), Электрические Партизаны, Николай Вдовиченко (Западный Фронт), Контора Кука, Антитентура, 3F Project (авангардный проект Ермена Анти, Вадима Курылёва и Сергея Летова).

### Суховей XI (2017)
Время проведения: 29 июля 2017 года
Место проведения: клуб «Jimmy Poy»
Участники:
Адаптация, Ха.Мы (СПб-Оренбург), FERUM (Уфа), Крестовый Поход Детей (Стас Ткачёв), Diftong.